# I Don't Want to Be
I don't want to be is een single van zanger-liedjesschrijver Gavin DeGraw afkomstig van zijn debuutalbum Chariot uit 2003. Het nummer werd uitgebracht in december 2004 in de Verenigde Staten en Australië, waar het respectievelijk de 3e (in de Amerikaanse pop top 100) en 19e plaats behaalde.
In maart 2005 werd het nummer uitgebracht in Groot-Brittannië en Europa. In de Engelse charts behaalde het de 38ste plaats, zijn eerste top 40-notering tot dan toe. In Nederland werd het nummer in week 18 tot 3FM Megahit benoemd en behaalde het een nummer 13-notering in de Nederlandse Top 40, waar het 14 weken in de lijst bleef staan.
In de videoclip verschijnen diverse soapactrices, zoals Shiri Appleby en Mischa Barton. Het nummer werd vier seizoenen lang gebruikt als openingsmelodie voor de dramaserie One Tree Hill.

## Track (single)lijst
| Soort geluidsdrager | Uitgebracht | Tracks                                | Duur |
| ------------------- | ----------- | ------------------------------------- | ---- |
| Cd-single           | 10-07-2005  | I don't want to be (Album version)    | 3:38 |
| Cd-single           | 10-07-2005  | I don't want to be (Stripped version) | 4:03 |
| Cd-single           | 10-07-2005  | Just friends (Album version)          |      |
| Cd-single           | 10-07-2005  | I don't want to be (Video)            |      |